# Championnat de Tunisie masculin de volley-ball 1985-1986
Navigation
Saison précédente Saison suivante
Le championnat de Tunisie masculin de volley-ball 1985-1986 est la 31e édition à se tenir depuis 1956. Il est disputé par les douze meilleurs clubs du pays en deux phases : un aller simple et une phase de play-off et play-out.
Le Club sportif sfaxien confirme sa suprématie en remportant les quatre compétitions auxquelles il participe : championnat, coupe de Tunisie, coupe d'Afrique des clubs champions et coupe arabe des clubs champions. L'équipe de Foued Kammoun, renforcée par le recrutement de Adam Naïli (Union sportive des transports de Sfax) compte sur l'effectif suivant : Mohamed Sarsar, Ghazi Mhiri, Adam Naïli, Kais Kharrat, Karray Benghazi, Msaddek Lahmar, Mohamed Hachicha, Khaled Keskes, Maher Keskes, Abdelaziz Ben Abdallah, Hédi Karray, Chedly Jellouli, Mohamed Ben Aouicha, Abdessalem Lejmi et Riadh El Euch.

## Division nationale

### Première phase
| Rang | Équipe                            | Points | Matchs | Victoires | Défaites | Forfaits | Sets pour | Sets contre |
| 1    | Club sportif sfaxien              | 21     | 11     | 10        | 1        | 0        | 32        | 9           |
| 2    | Espérance sportive de Tunis       | 20     | 11     | 9         | 2        | 0        | 29        | 12          |
| 3    | Club olympique de Kélibia         | 19     | 11     | 8         | 3        | 0        | 30        | 15          |
| 4    | Étoile olympique La Goulette Kram | 18     | 11     | 7         | 4        | 0        | 27        | 17          |
| 5    | Club africain                     | 18     | 11     | 7         | 4        | 0        | 27        | 20          |
| 6    | Saydia Sports                     | 18     | 11     | 7         | 4        | 0        | 24        | 18          |
| 7    | Association sportive des PTT Sfax | 17     | 11     | 6         | 5        | 0        | 25        | 21          |
| 8    | Avenir sportif de La Marsa        | 16     | 11     | 5         | 6        | 0        | 22        | 23          |
| 9    | Zitouna Sports                    | 15     | 11     | 4         | 7        | 0        | 15        | 27          |
| 10   | Étoile sportive du Sahel          | 12     | 11     | 2         | 8        | 1        | 9         | 27          |
| 11   | Club sportif de Hammam Lif        | 12     | 11     | 1         | 10       | 0        | 7         | 30          |
| 12   | Étoile sportive de Radès          | 11     | 11     | 0         | 11       | 0        | 5         | 33          |

### Play-off
| Rang | Équipe                            | Points | Matchs | Victoires | Défaites | Sets pour | Sets contre |
| 1    | Club sportif sfaxien              | 19     | 10     | 9         | 1        | 29        | 10          |
| 2    | Étoile olympique La Goulette Kram | 18     | 10     | 8         | 2        | 25        | 19          |
| 3    | Club olympique de Kélibia         | 15     | 10     | 5         | 5        | 22        | 16          |
| 4    | Club africain                     | 15     | 10     | 5         | 5        | 21        | 17          |
| 5    | Saydia Sports                     | 11     | 10     | 1         | 9        | 13        | 28          |
| 6    | Espérance sportive de Tunis       | 11     | 10     | 1         | 9        | 8         | 28          |

### Play-out
| Rang | Équipe                            | Points | Matchs | Victoires | Défaites | Sets pour | Sets contre |
| 1    | Avenir sportif de La Marsa        | 17     | 10     | 7         | 3        | 24        | 16          |
| 2    | Zitouna Sports                    | 16     | 10     | 6         | 4        | 19        | 17          |
| 3    | Association sportive des PTT Sfax | 16     | 10     | 6         | 4        | 19        | 18          |
| 4    | Étoile sportive du Sahel          | 15     | 10     | 5         | 5        | 22        | 17          |
| 5    | Étoile sportive de Radès          | 14     | 10     | 4         | 6        | 18        | 22          |
| 6    | Club sportif de Hammam Lif        | 12     | 10     | 2         | 8        | 15        | 27          |

## Division 2
Avec la suppression de la division 3, vingt clubs s'engagent dans la compétition et sont répartis en deux poules dont les deux premiers participent à un tournoi d'accession. Cependant, six clubs se retirent.

### Poule A
- 1er : Aigle sportif d'El Haouaria
- 2e : Wided athlétique de Montfleury
- 3e : Al Hilal
- 4e : Fatah Hammam El Ghezaz
- 5e : Union sportive de Carthage
- 6e : Club sportif de Jendouba
- 7e : Union sportive de Bousalem
- Club athlétique bizertin, Stade africain de Menzel Bourguiba, Avenir sportif de Béja et Flèche sportive de Ras Djebel : Forfait général.

### Poule B
- 1er : Tunis Air Club
- 2e : Association sportive des PTT
- 3e : Gazelec sport de Tunis
- 4e : Stade sportif sfaxien
- 5e : Union sportive monastirienne
- 6e : Union sportive des transports de Sfax
- 7e : Club sportif de la Garde nationale
- Association sportive des PTT Kairouan et Étoile sportive de Métlaoui

### Tournoi d'accession
Les deux premiers montent en division nationale :
- 1er : Aigle sportif d'El Haouaria
- 2e : Tunis Air Club
- 3e : Wided athlétique de Montfleury
- 4e : Association sportive des PTT

L'Aigle sportif d'El Haouaria, dirigé par Hamed Hachaichi, comprend Imed Ben Ali, Mohamed Ben Ali, Mohamed Tebib, Salem Belghith, Ezzeddine Ben Dhafer, Hamadi Ben Dhafer, Taieb Ben Ali, Lassaad Ben Dhafer, Adel Souid, Malek Maamouri, Hatem Belhaj Salah, Naoufel Miladi, Zouhair Haj Salah et Riadh Miladi.
Le Tunis Air Club, entraîné par Néjib Laamiri, est constitué de Rached Zmerli, Ridha Badrajah, Kamel Rekaya, Karim Sehili, Hichem Zmerli, Taieb Karoui, Mounir Ben Sassi, Samir Ouechen, Lassaad Tozri, Sofian Raïes et Adel Rekaya.